# Piața Castelului din Varșovia

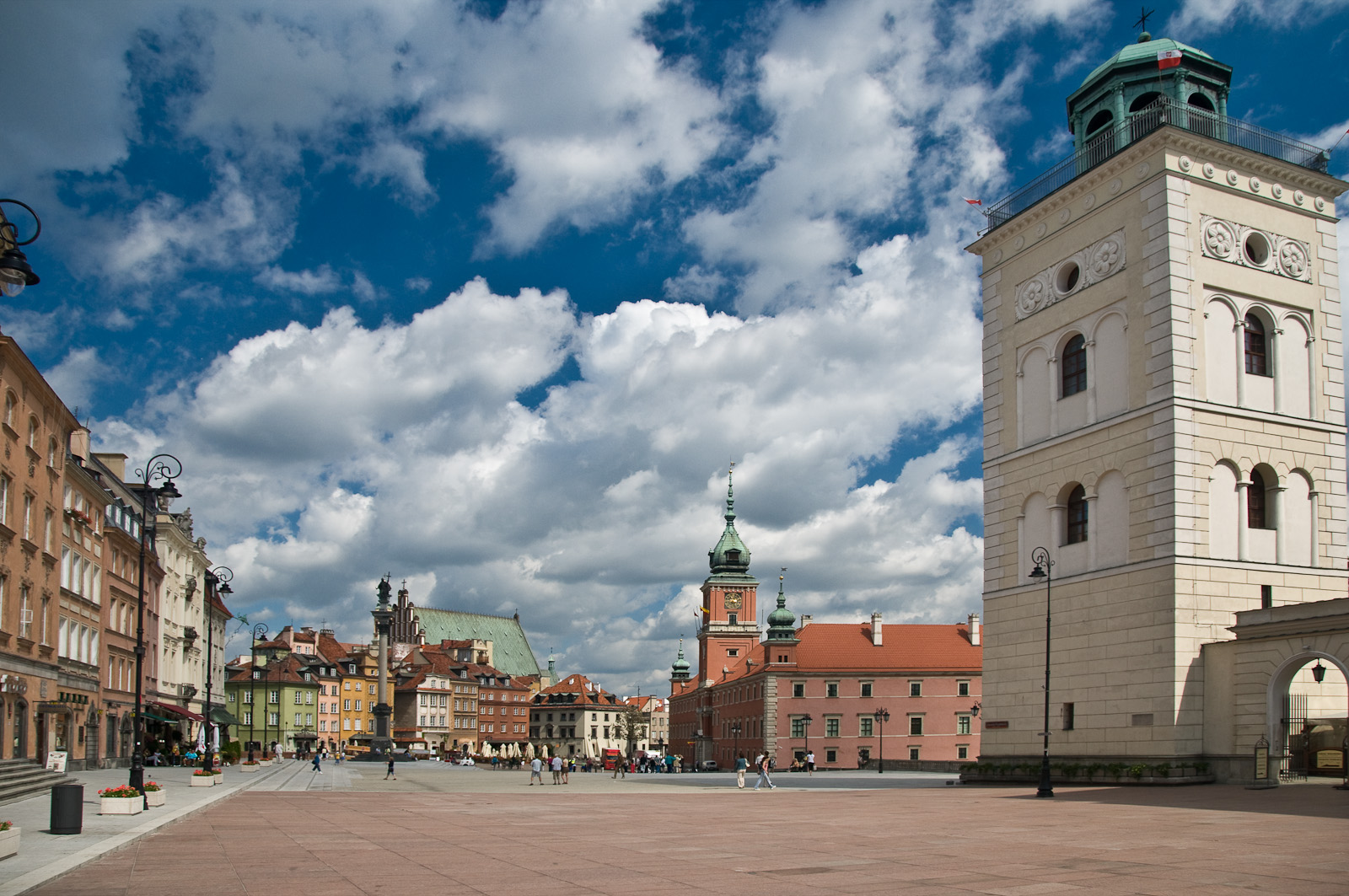
Piața Castelului din Varșovia

Piața Castelului (în poloneză Plac Zamkowy w Warszawie), cu o formă mai mult sau mai puțin triunghiulară, se întinde în fața Castelului Regal și reprezintă unul dintre cele mai populare locuri de întîlnire, atît pentru turiști, cît și pentru localnici.
Înconjurată de o serie de clădiri de mare însemnătate istorică, principală atracție a pieței fiind coloana lui Sigismund al III-lea Vasa, ce se înalță la 22 metri încă din anul 1644, aceasta fiind cel mai vechi monument și simbol al orașului Varșovia. Pe partea sa estică se găsește clădirea reconstruită, după ce a fost devăstată în urma celui de-al II-lea Război Mondial, ce servea ca și reședința a ducilor de Mazovia – Castelul Regal.
În anul 1949, Piața Castelului făcea legătura către drumul recent construit, Ruta W-Z printr-o scară rulantă. Pe această piață, în anul 1999 președintele Clinton a ținut un discurs prin care a salutat aderarea Poloniei la NATO.
Un eveniment destul de important care a avut loc în cadrul pieței a fost cel din vara anului 2008, când aici s-au adunat peste 1,5 milioane de turiști pentru a vedea expoziția Uniunea Ursuleților Prietenoși. Aceasta constă în 140 de sculpturi înalte de 2 metri, realizate din fibră de sticlă pictată, fiecare concepută de către un artist diferit, fiind un simbol de înțelegere culturală, toleranță și încredere reciprocă.
Astăzi, vizitatorii pot asista la o serie de concursuri organizate în piață, pot participa la mitinguri, se pot bucura de concerte în aer liber, sau pot viziona spectacole susținute de animatori de străzi.

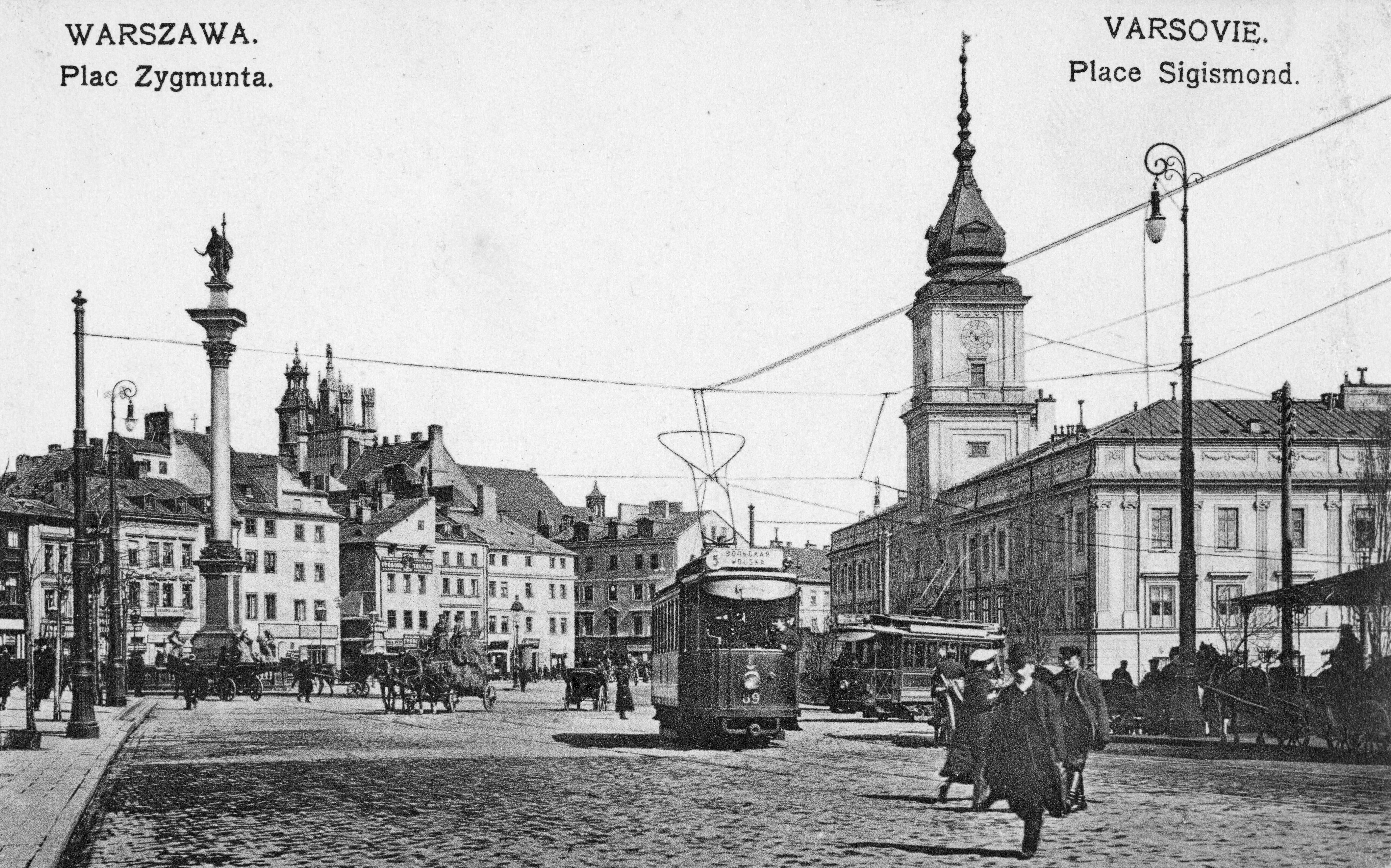
Piața pe timpul Imperiului Rus
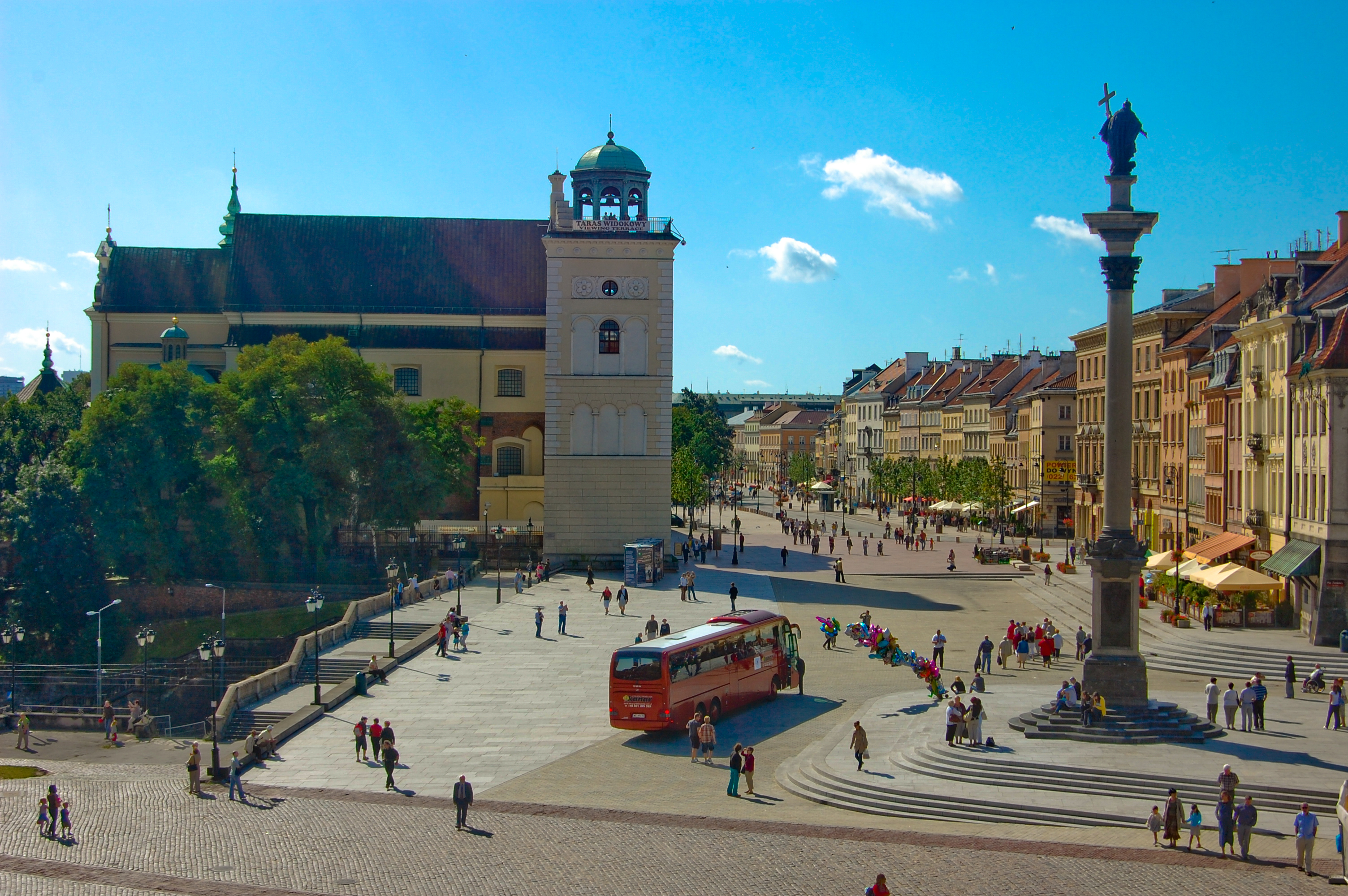
Vedere spre sud
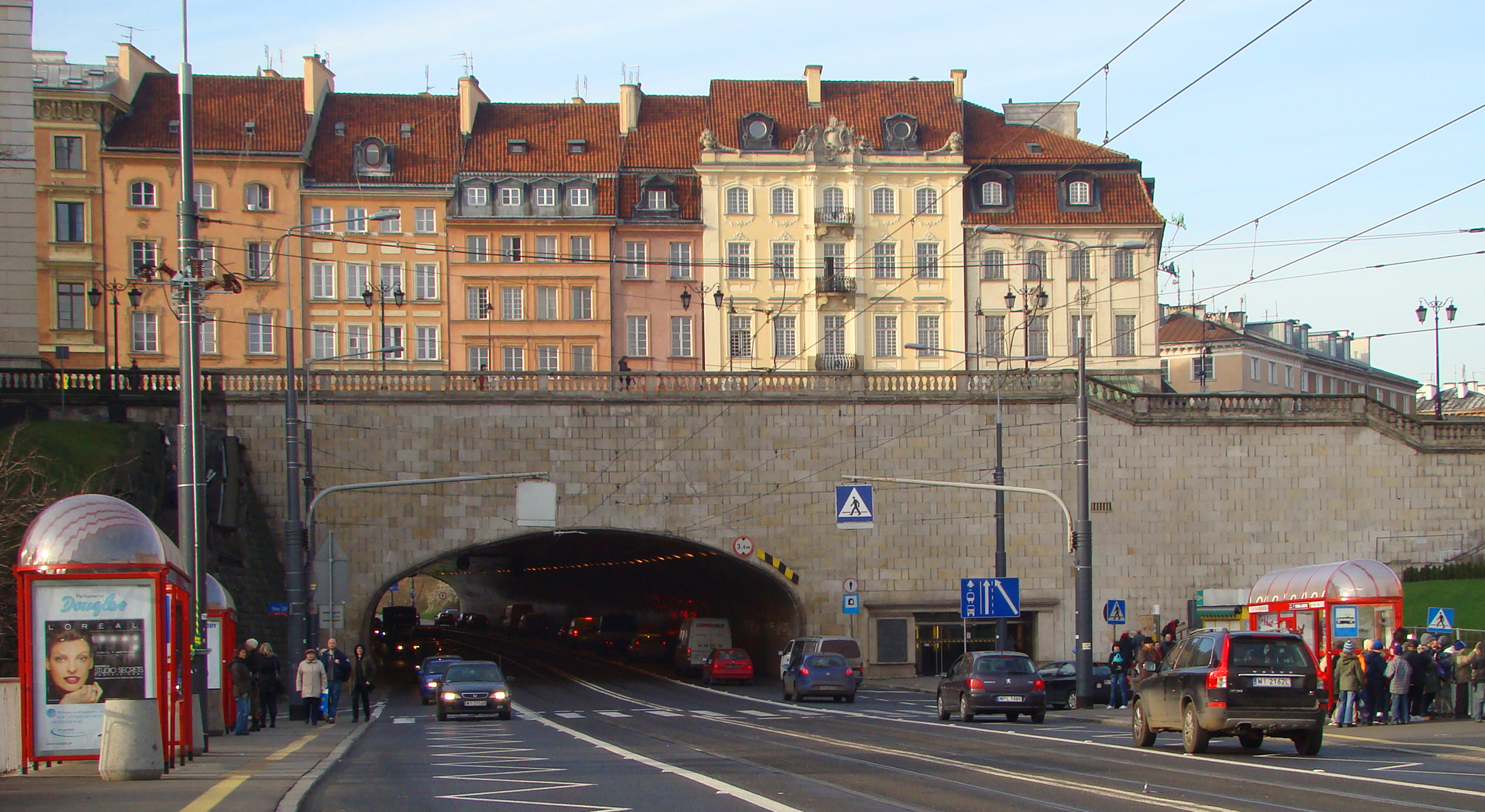
Tunel pe sub Piața Castelului
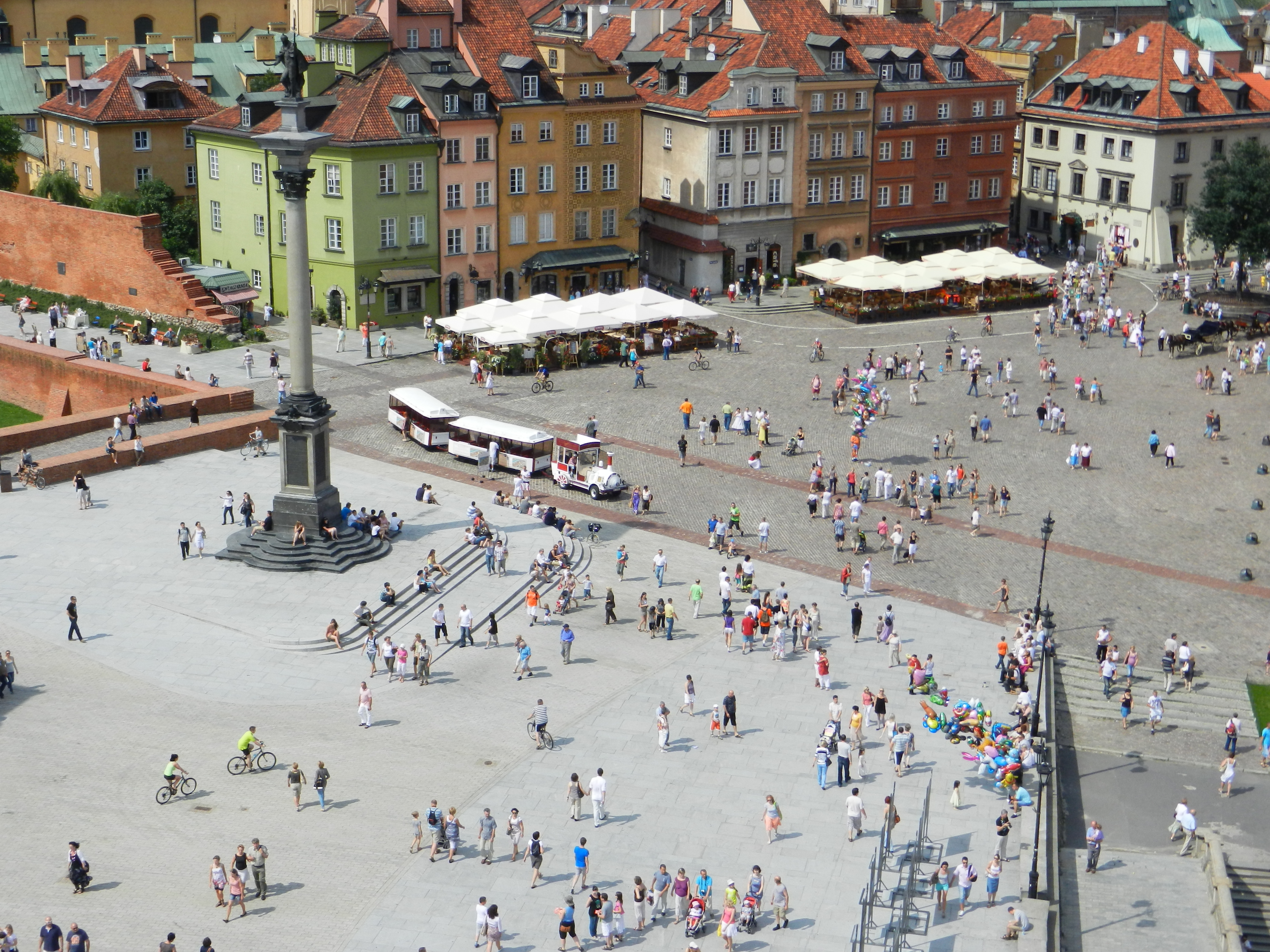
Piața Castelului, iulie, 2011